# Lucasarts
LucasArts, tidigare Lucasfilm Games, var ett datorspelsföretag anknutet till Lucasfilm. Traditionellt förknippas företaget med en lång rad framgångsrika peka-och-klicka-äventyr samt en uppsjö av Star Wars-spel. Numera tillhör så gott som alla företagets titlar den senare typen.
1987 tog Ron Gilbert äventyrsgenren till en ny nivå med Maniac Mansion. Med dagens mått känns spelet inte alltid så intuitivt men de samtida äventyrsspelen styrdes till stor del av textkommandon så introducerandet av peka-och-klicka-gränssnittet blev ett rejält lyft som sedan blev genre-standard. En annan viktig nyhet var mellansekvenser som kunde föra handlingen framåt. Bakom spelet fanns SCUMM-motorn som Gilbert utvecklat och denna skulle sedan användas (i ständigt förbättrade versioner) i alla LucasArts äventyrsspel fram till och med 1997 då motorn GrimE tog över.
Efter att ha köpts upp av The Walt Disney Company 2012, lade Disney 2013 ner företaget som spelutvecklare och avskedade dess anställda, för att istället låta Lucasarts licensiera ut rätten till att göra spel baserade på Star Wars och dess övriga immateriella egendomar.

## De klassiska äventyrsspelen
- Maniac Mansion (1987)
- Zak McKracken and the Alien Mindbenders (1988)
- Indiana Jones and the Last Crusade: The Graphic Adventure (1989)
- Loom (1990)
- The Secret of Monkey Island (1990)
- Monkey Island 2: LeChuck's Revenge (1991)
- Indiana Jones and the Fate of Atlantis (1992)
- Day of the Tentacle (Maniac Mansion 2) (1993)
- Sam and Max Hit the Road (1993)
- Full Throttle (1995)
- The Dig (1995)
- The Curse of Monkey Island (1997)
- Grim Fandango (1998)
- Escape from Monkey Island (2000)